# 카람볼라
카람볼라(carambola)는 흔히 스리랑카와 인도, 인도네시아가 원산지인 과일로 흔히 스타프루트(starfruit)라고 부른다. 현재는 브라질과 페루, 베트남, 가나, 가이아나, 대한민국의 제주특별자치도, 말레이시아, 통가, 미국의 플로리다주, 그리고 하와이주에서까지 재배되고 있다.

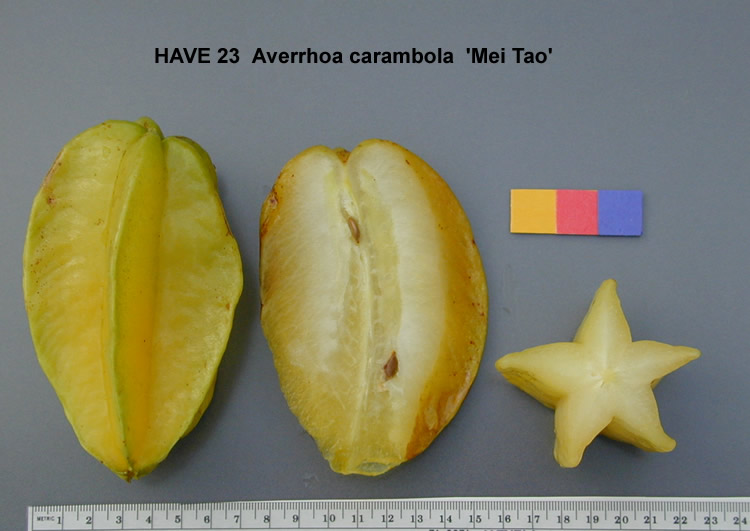
카람볼라를 자른 모습

카람볼라는 신맛과 단맛이 나고, 비타민 C가 함유되어 있다. 당뇨 환자는 섭취를 삼가는 것이 좋다고 하며, 그 씨앗에는 독이 있다. 생으로 먹을 수 있고 주스나 와인, 샐러드로 만들거나, 미얀마에서는 절인 차로 먹기도 한다.
이와 비슷한 과일로 흔히 '스타 애플'이라 부르는 크리소필럼 카이니토라는 과일도 있다.

## 문화
- 《개구리 중사 케로로》에서는 케로로 소대원이 제일 좋아하는 음식으로 알려진다.
- 《쿠키런》의 등장인물 중 하나인 스타후르츠맛 쿠키는 카람볼라를 모티브로 한 캐릭터이다.

## 참조
1. ↑  National Academies of Sciences, Engineering, and Medicine; Health and Medicine Division; Food and Nutrition Board; Committee to Review the Dietary Reference Intakes for Sodium and Potassium (2019). 〈Chapter 4: Potassium: Dietary Reference Intakes for Adequacy〉.   Oria, Maria; Harrison, Meghan; Stallings, Virginia A. 《Dietary Reference Intakes for Sodium and Potassium》. The National Academies Collection: Reports funded by National Institutes of Health. Washington, DC: National Academies Press (US). 120–121쪽. doi:10.17226/25353. ISBN 978-0-309-48834-1. PMID 30844154. 2024년 12월 5일에 확인함.
2. ↑  United States Food and Drug Administration (2024). “Daily Value on the Nutrition and Supplement Facts Labels”. 《FDA》. 2024년 3월 27일에 원본 문서에서 보존된 문서. 2024년 3월 28일에 확인함.